# Reimann (Unternehmerfamilie)
Die Unternehmerfamilie Reimann, ursprünglich aus Ludwigshafen am Rhein, ist eine der reichsten Familien deutscher Herkunft. Ihr Vermögen, 2023 auf 35,5 Milliarden Euro geschätzt, hat seinen Ursprung in der Chemieunternehmung Reckitt Benckiser (seit März 2021 nur noch Reckitt).

## Familienzweige
Bei den verschiedenen Familienstämmen Reimann handelt es sich um die folgenden neun von Albert Reimann junior adoptierten Geschwister:
- Die Geschwister Renate Reimann-Haas und Wolfgang Reimann sowie deren Adoptivgeschwister Stefan Reimann-Andersen und Matthias Reimann-Andersen[1] verwalten ihre Vermögenswerte in der JAB Holding mit Sitz in Luxemburg. Sie halten zusammen rund 90 Prozent der Anteile.[2] Die restlichen 10 Prozent sind im Besitz der Geschäftsführer Bart Becht, Peter Harf und Olivier Goudet – zu jeweils gleichen Anteilen.[3] 2006 nahmen die vier Geschwister – alle mit naturwissenschaftlicher Ausbildung – aus steuerlichen Gründen die österreichische Staatsbürgerschaft an,[4] verließen ihre jeweiligen Wohnsitze in Laudenbach, Bensheim, Bamberg und Tegernsee und gaben die deutsche Staatsbürgerschaft zurück.[5] Sie haben ihren Sitz am Rooseveltplatz 4–5 in Wien, wohnen aber in Italien, der Schweiz und Österreich.[6] In Wien besitzt die Familie zwei Unternehmen, die Agnaten SE und die Lucresca SE, die gemeinsam die JAB Holding Company in Luxemburg kontrollieren. Für deren zehn Kinder Evelin Haas, Susanne Haas, Martin Haas (im Gesellschafterausschuss), Sebastian Reimann, Oliver Reimann (im Gesellschafterausschuss), Simon Reimann, Luisa Reimann-Andersen, Philipp Reimann-Andersen, Oliver Reimann-Andersen und Maximilian Reimann-Andersen – die sechste Generation – wurde eine spezielle Konstruktion ersonnen, die beiden Finanzholdings Parentes und Donata, über die sie steuergünstig am Vermögen beteiligt sind.[7]
- Andrea Reimann-Ciardelli ließ sich 2003 – mit Aktien im Wert von circa einer Milliarde Euro – ausbezahlen und lebt heute in Hanover in New Hampshire nahe der Eliteuniversität Dartmouth in den USA.
- Der Familienzweig Reimann-Dubbers mit vier Geschwistern (Günter Reimann-Dubbers, Volker Reimann-Dubbers, Hans Gerhard Reimann-Dubbers und Hedwig-Else Dürr, geborene Reimann-Dubbers) ließ sich im Jahre 1997 ihre Anteile auszahlen und operiert heute eigenständig. Zu diesem Familienzweig gehören das Family Office Reimann Investors, die Reimann Investors Vermögensbetreuung sowie deren im Jahr 2010 begründete damalige Marke Sofort Bank (Online-Zahlungssystem). Im November 2014 änderte die Sofort Bank ihren Markennamen in Deutsche Handelsbank.[8]

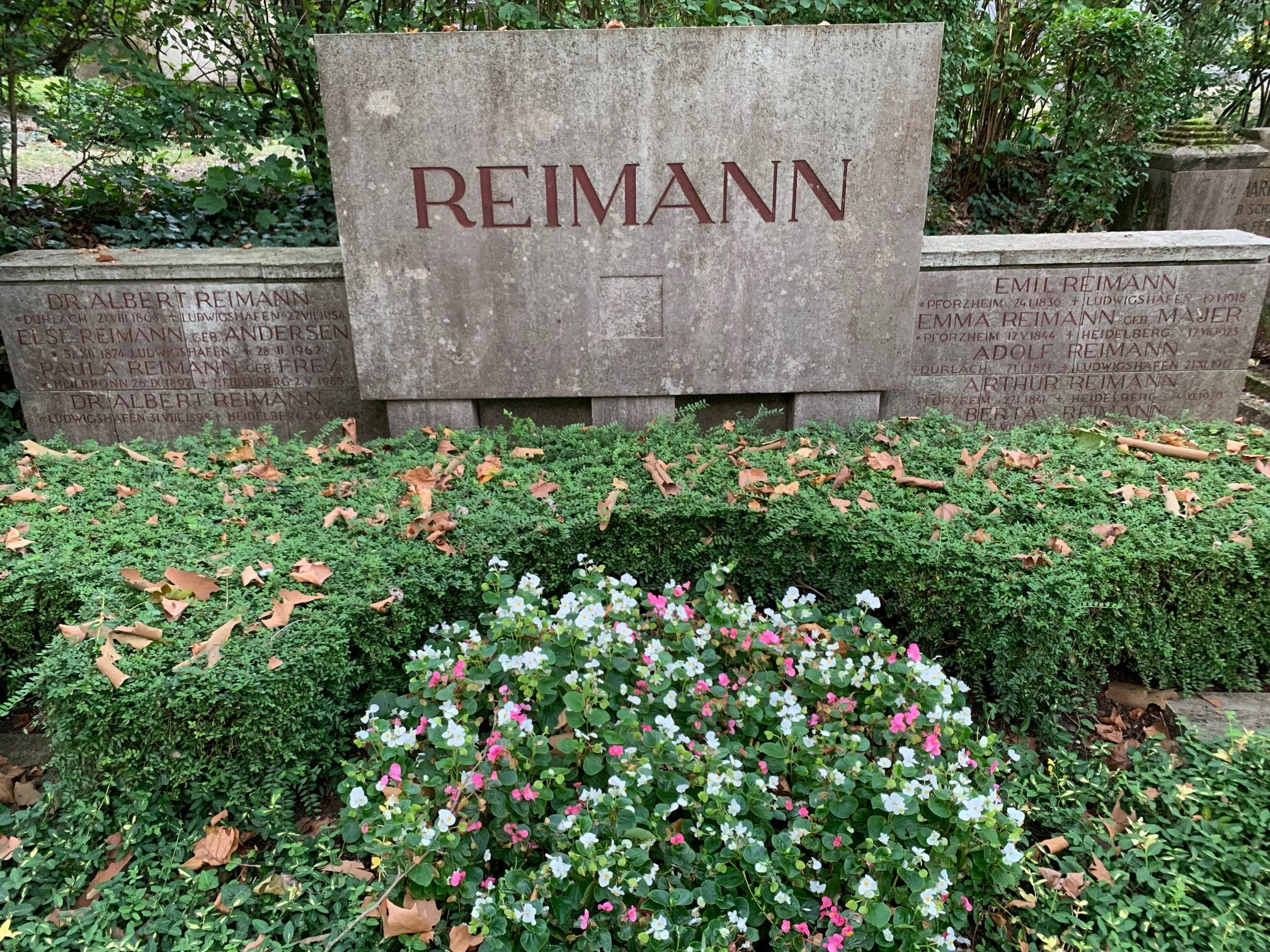
Grabstätte der Familie Reimann auf dem Bergfriedhof Heidelberg

## Geschichte

### Anfänge
1823 erwarb Johann Adam Benckiser eine Salmiakhütte in Pforzheim. Der Aufstieg der Familie begann, als der Chemiker Karl Ludwig Reimann im Jahr 1851 zusammen mit Johann Adam Benckiser in Pforzheim und 1858 in Ludwigshafen eine Chemiefabrik gründete. Die Produkte waren Weinsäure und Zitronensäure sowie Phosphate. Nachfolger wurde Emil Reimann. Der Chemiker Albert Reimann senior, Enkel von Karl Ludwig Reimann, trieb zusammen mit seinem gleichnamigen Sohn Albert Reimann junior und mit Theodor Benckiser, Enkel von Johann Adam Benckiser, das Geschäft im Laufe der Jahre voran. 1936 zog Benckiser sich gänzlich aus der Firma zurück und trat seine Geschäftsanteile an Albert Reimann sen. ab, womit nach 113 Jahren die Ära der Chemie-Benckiser in Pforzheim und Ludwigshafen endete. Namhafte Erfindungen in den 1950er Jahren verhalfen dem Unternehmen zum Aufstieg, unter anderem erfand Albert Reimann jun. den Wasserenthärter Calgon, in den 1960er Jahren das Maschinengeschirrspülmittel Calgonit. 1963 wurde erstmals ein Familienfremder in die Unternehmensführung mit eingebunden. Martin Gruber wurde erst Einkaufschef und 1978 CEO. Im Jahre 1981 kam Peter Harf hinzu.

### Familie von Albert Reimann junior
Bei den verschiedenen Familienstämmen Reimann handelt es sich um neun Geschwister, deren Vater Albert Reimann junior die Joh. A. Benckiser GmbH in Ludwigshafen gehörte. Vier der Kinder adoptierte Albert Reimann im Juli 1958 von seiner Schwester Else Dubbers und zwei Kinder im März 1967 von seinem Neffen Otto Andersen. Seine drei leiblichen Kinder stammen aus der langjährigen außerehelichen Beziehung mit Emilie Landecker und wurden im Juli 1965 adoptiert. Seine Ehe mit Paula blieb kinderlos. Jedem der Kinder wurde 1984 der gleiche Erbanteil am Unternehmen Joh. A. Benckiser zugesprochen.

### Übernahme durch fünfte Generation
- Nach dem Tod des Patriarchen Albert Reimann junior im Jahr 1984 wurde Peter Harf 1988 Chef von Benckiser und begann mit einer Reihe von Zukäufen.
- 1992 wurde der Parfümherstellers Coty Inc. von Pfizer gekauft. Die Familie Reimann war von 1996 bis 2013 Alleineigentümerin des mittlerweile börsennotierten[14] Kosmetikkonzerns mit rund 12.000 Mitarbeitern. Auch nach dem Börsengang[15] hält die Familie 38,1 Prozent der Anteile.[16] Teile des Haarpflegespezialisten Wella erwarb Coty Inc. im Wettbewerb mit dem Düsseldorfer Konkurrenten Henkel für 13 Milliarden Euro.
- In den 1990er Jahren traten die heutigen Firmeninhaber mit der englischen Firma Reckitt & Sons in Kontakt und fusionierten 1999 zu Reckitt Benckiser. So löste Harf auch das Familienproblem, als nach und nach fünf der neun Erben von Albert Reimann aussteigen wollten. Harf zahlte einige auf Kredit aus. Im Frühjahr 2018 hielt der verbliebene Rest der Familie noch knapp 6 Prozent an dem neu entstandenen Wasch- und Reinigungsmittelkonzern.[17] Bis Jahresende 2019 sank der Anteil auf 0,7 %.[18]
- Im Mai 2012 scheiterte die Übernahme des Kosmetikherstellers Avon am Widerstand des Managements.[19]

### Einstieg in die Kaffeebranche
Seit 2012 engagiert sich die Unternehmerfamilie Reimann über Benckiser im Kaffeegeschäft und übernahm die US-amerikanischen Kaffeeröstereien und Kaffeehausketten Peet’s Coffee & Tea für 825 Millionen Euro und Caribou Coffee für 260 Millionen Euro. Im April 2013 wurde bekannt, dass Reimann für 7,5 Milliarden Euro D.E Master Blenders 1753 (ehemals Douwe Egberts) übernimmt, den niederländischen Marktführer für Kaffee- und Teeprodukte, der auch Senseo-Kaffeepads herstellt.
2014 gaben D.E Master Blenders 1753 und Mondelēz International bekannt, ihre Kaffee-Marken zu einem reinen Kaffeeunternehmen zusammenlegen zu wollen. Das entstehende Joint Venture, an dem Mondelēz International 49 Prozent halten wird, soll Jacobs Douwe Egberts heißen, seinen Sitz in den Niederlanden haben und vom bisherigen Chef von D.E Master Blenders 1753 geführt werden. Jacobs Douwe Egberts kommt auf einen Jahresumsatz von rund 7 Milliarden US-Dollar und einem Weltmarktanteil von 8 Prozent.
Im Dezember 2015 wurde zusammen mit anderen Investoren die für 2016 vorgesehene Übernahme des US-amerikanischen Kaffeekapsel-Konzerns und McDonald’s-Lieferanten Keurig Green Mountain für 13,9 Milliarden Dollar bekanntgegeben. Nach Zustimmung der Aufsichtsbehörden und der Aktionäre wurde der Abschluss der Transaktion im März 2016 bekanntgegeben. Seit 2015 ist die JAB Holding der größte Kaffeekonzern der Welt.

### Weitere Beteiligungen der jüngsten Zeit
Weitere Zukäufe tätigte die JAB Holding im Fast-Food-Geschäft (US-Donutkette Krispy Kreme) und bei Luxus-Lederwaren (Jimmy Choo und andere). Im Juli 2017 verkaufte JAB die Schuhmarke Jimmy Choo an Michael Kors, Ende 2017 die Modemarke Belstaff an Ineos. Seit Februar 2018 hält JAB Holding nur noch eine Minderheitsbeteiligung an Bally. Im Februar 2018 erwarb JAB Holding für 19 Milliarden US-Dollar den US-Softdrinkkonzern Dr Pepper Snapple Group – Hersteller bekannter Marken wie Dr Pepper, 7 Up, Schweppes, A&W Root Beer, Sunkist, Crush, Canada Dry usw. – und fusionierte ihn mit Keurig Green Mountain. Im Mai 2018 erwarb sie die britische Sandwich-Ladenkette Pret a Manger mit weltweit 530 Filialen. Im ersten Halbjahr 2019 beteiligte sich die Holding mehrheitlich an dem US-Tierklinikbetreiber Compassion First mit 41 Tierkliniken in 13 US-Bundesstaaten.

### Vergangenheitsaufarbeitung
Die Reimann-Kinder hätten, so Peter Harf, in den 2000er Jahren angefangen, in Dokumenten ihres Vaters zu stöbern und sie zu lesen. Anfang 2014 sei entschieden worden, die Reimann-Geschichte vollständig und unabhängig aufarbeiten zu lassen. Ab Juli 2016 ließ die heutige Generation der Familie Reimann die Geschichte von Familie und Unternehmen im Dritten Reich vom Wirtschaftshistoriker Paul Erker von der Universität München untersuchen, das Buch erschien im Juli 2023. Christopher Kopper, Wirtschaftshistoriker von der Universität Bielefeld, bestätigte später die Verstrickungen der Familie mit dem nationalsozialistischen Regime: Albert Reimann und sein gleichnamiger Sohn – die beiden Benckiser-Geschäftsführer der ersten und zweiten Hälfte des 20. Jahrhunderts – waren offene Unterstützer Adolf Hitlers, ihr Unternehmen galt schon vor der Machtergreifung als nationalsozialistisch geprägt. In Werken und in der Privatvilla der Reimanns in Ludwigshafen sei es zu Gewalt und Missbrauch an Zwangsarbeitern gekommen. Vor allem Werksschutzleiter Paul Werneburg – bereits seit 1910 bei Benckiser beschäftigt – zeichnete sich durch Willkür und Brutalität aus. Unter seiner Leitung etablierte sich ein regelrechtes Schreckensregime mit vielen Spitzeln zur Erzielung von Arbeitsdisziplin und unbedingtem Gehorsam. Vor gewalttätigen und sexuellen Misshandlungen wurde dabei nicht zurückgeschreckt. Werneburg versetzte fremdländischen Gefangenen und Arbeitern, Frauen wie Männern, im Ludwigshafener Werk und im Lager Fußtritte und schlug sie mit den Fäusten oder der Reiterpeitsche. Auch Beschwerden beim Arbeitsamt und der DAF veränderten an der gewalttätigen Situation nichts, Reimann junior deckte Werneburg und sprach betreffs der Vorwürfe von internen Betriebsangelegenheiten. Jedermann bei Benckiser wusste von den Gewaltausübungen Werneburgs, niemand schritt jedoch dagegen ein, nicht die Geschäftsleitung noch die Abteilungsleiter, am allerwenigsten die beiden Betriebsführer Reimann senior und junior oder der Personalleiter Dubbers.
Ungeachtet der chaotischen Lage zum Ende des Zweiten Weltkrieges und der bereits absehbaren militärischen Niederlage glaubte Albert Reimann junior wie auch sein Vater bis zuletzt an den Endsieg. Ludwigshafen wurde am 21. März 1945 von den amerikanischen Truppen besetzt. Reimann junior verlegte darauf das Werk nach Ladenburg und wich in einen Nebenbetrieb nach Kempten ins Allgäu aus – offensichtlich flüchtete er und ließ dabei die Arbeiter und Angestellten im Ludwigshafener Werk im Stich. Am 27. April 1945 wurde dann auch Kempten von den amerikanischen Truppen erobert. Nach Kriegsende verhafteten die Alliierten Albert Reimann junior und internierten ihn in einem Lager zur Entnazifizierung. Vater und Sohn Reimann stellten sich als Opfer der ehemaligen Machthaber dar und wurden als Mitläufer eingestuft. Das ungebrochene Wachstum der damals mittelständischen Firma – die Mitarbeiterzahl von 181 im Jahr 1933 stieg auf 650 während des Zweiten Weltkriegs an – geht zu einem beträchtlichen Teil auch auf den hohen Anteil an Zwangsarbeitern zurück. Die zögerliche Aufarbeitung dieser Historie brachte den Reimann-Enkeln und dem Konzern massive Kritik ein. Unter anderem titelte der Boston Globe: „Ich fand heraus, dass Nazi-Kapital hinter meinem Lieblingskaffee steckt. Soll ich ihn weiter trinken?“ Gut 2,5 Jahre nach seiner Beauftragung präsentierte Paul Erker im Januar 2019 der Familie die Zwischenergebnisse seiner Recherche. Am 24. März 2019 deckte die Bild am Sonntag auf, wie stark die Reimann-Familie in das NS-System verstrickt war.
Im Juni 2019 überführte die Familie Reimann ihre Benckiser Stiftung Zukunft in die Alfred Landecker Foundation und änderte den Stiftungszweck. Der Vertraute der Familie und Chef der JAB Holding, Peter Harf, äußerte sich 2019: „Reimann senior und Reimann junior waren schuldig. Die beiden Unternehmer haben sich vergangen, sie gehörten eigentlich ins Gefängnis.“ Auch Albert Reimann juniors Schwester Else (NSDAP-Mitglied seit dem 31. Dezember 1931 und ab 1932 Bund-Deutscher-Mädel-Führerin in Heidelberg) und ihr Berliner Ehemann SS-Unterscharführer Hans Dubbers (NSDAP-Mitglied seit Mai 1933) waren dem NS-Regime zugetan sowie Albert Reimann seniors Ehefrau Else: Wie die Bild berichtete, notierten Behörden zwei Jahre nach Kriegsende über die damals 73-Jährige: „Die Ermittlungen ergaben: In Schlierbach als große Parteigenossin und finanzielle Stütze bekannt.“ Wolfgang Reimann glaubt, dass seine Mutter Emilie Landecker die Gräueltaten im Unternehmen miterlebt habe.
Siehe auch:
- Nationalsozialistisches Engagement von Albert Reimann junior
- Nationalsozialistisches Engagement von Albert Reimann senior
- Nationalsozialismus von Joh. A.Benckiser GmbH

## Wertekanon
Im Hause Reimann ist Protzen mit Reichtum verpönt. Die wohl einzige Ausnahme war die Feier zu Albert Reimanns 80. Geburtstag, die der Patriarch mit viel Prominenz und dem Showmaster Frank Elstner als Stargast beging. Ansonsten herrscht bürgerliche Bescheidenheit. Bis heute gibt es so gut wie keine Fotos, kaum Internet-Einträge und keine Interviews. Focus-Redakteur Christoph Elflein bezeichnete die Reimanns als „Familie ohne Gesicht“. Die JAB Holding soll mithilfe ihres Vertrauten Peter Harf einen Wertekanon erstellt haben. Diesen müsse jeder Nachkömmling mit dem 18. Geburtstag unterzeichnen, heißt es. Der Kodex schreibe unter anderem vor, dass ein Reimann die Öffentlichkeit tunlichst zu meiden habe.

## Vermögen
- Die Familie belegte 2012 mit einem geschätzten Vermögen von elf Milliarden Euro Rang vier in einer Liste der 500 reichsten Deutschen;[44] wobei Schätzungen aus dem Jahr 2004 noch bei vier Mrd. Euro lagen.[45] 2018 belegte die Familie laut gleicher Quelle mit 33 Milliarden den zweiten Platz in Deutschland.[46] Nach einer anderen Quelle lag das Vermögen Anfang 2018 bei 18 Milliarden Euro.[47] 2019 landete die Familie mit nunmehr 35 Milliarden Euro auf dem ersten Platz.[48]
- Die reichste Person im US-Staat New Hampshire ist nach forbes Andrea Reimann-Ciardelli mit einem Vermögen von 1,1 Mrd. USD (Stand 2015).[49]

## Gesellschaftliches Engagement
- Volker Reimann-Dubbers – promovierter Chemiker – gründete 1997 die gemeinnützige VRD Stiftung für Erneuerbare Energien mit Sitz in Heidelberg, die sich für die Förderung und Verbreitung erneuerbarer Energien im In- und Ausland einsetzt.
- Günter Reimann-Dubbers gründete 2002 die Elke & Günter Reimann-Dubbers Stiftung mit Sitz in Heidelberg. Sie hat es sich zur Aufgabe gemacht, gemeinnützige Projekte, insbesondere in den Bereichen Familie, Bildung und Gesundheit ins Leben zu rufen und zu unterstützen.[50]
- Hedwig-Else Dürr, geborene Reimann-Dubbers – promovierte Medizinerin – gründete 2002 die Dürr-Stiftung mit Sitz in Hamburg.[51] Zweck der Stiftung ist es, die „Zukunftschancen junger Menschen“ zu verbessern, mit dem Ziel, die gesellschaftliche Entwicklung zu unterstützen und voranzubringen.[52]
- Andrea Reimann-Ciardelli – promovierte Molekularbiologin – gründete 2004 die gemeinnützige Emily Landecker Foundation. Diese hat ihren Sitz in Hanover in New Hampshire in den USA und definiert sich als Organisationen für religiöse, pädagogische, gemeinnützige, wissenschaftliche, literarische Zwecke, Prüfung der öffentlichen Sicherheit, Förderung nationaler oder internationaler Amateursportwettkämpfe oder Verhinderung von Grausamkeit gegenüber Kindern oder Tieren.[53]
- Renate Reimann-Haas, Wolfgang Reimann, Stefan Reimann-Andersen – alle drei sind promovierte Chemiker – und Matthias Reimann-Andersen waren Mitglieder im Stiftungsrat der im Jahre 2005 gegründeten gemeinnützigen Benckiser Stiftung Zukunft. Diese hatte drei Tochtergesellschaften: Eleven, die die Organisationen der Kinder- und Jugendförderung vereinte, Juvat entwickelte mit Partnern aus Politik, Wirtschaft und sozialem Sektor Social Impact Bonds und [SIC] bot Beratungsleistungen an, um die Wirksamkeit im sozialen Sektor zu erhöhen. Die Stiftung wurde 2019 in die Alfred Landecker Foundation mit Sitz Ludwigshafen am Rhein und einem Büro in Berlin überführt.[54] Der Hauptfokus der heutigen Stiftungsarbeit liegt auf dem Holocaust-Gedenken, der Stärkung von Demokratie und dem Schutz von Minderheiten.